# Janet Ruiz
Janet Ruiz es una actriz mexicana que ha participado en cine y televisión.

## Carrera
Janet comenzó su carrera modelando en fotonovelas en 1979. Hizo su debut en el cine en 1980 en la película El giro, el pinto y el colorado, posteriormente actuó en la cinta Toña, nacida virgen. En 1981 incursiona dentro del mundo de las fotonovelas, participando en "El sol de mi vida" de la revista Cita. Su debut en las telenovelas llega en 1982, con Bianca Vidal. En 1984 participó en Principessa.
En 1989, se unió al elenco de la telenovela Carrusel donde interpretó a la Maestra Susana. En 1992, actuó en la secuela de Carrusel, Carrusel de las Américas, interpretando nuevamente a la Maestra Susana. Otras telenovelas donde ha participado son: Caminos cruzados (1995), La jaula de oro (1997), Carita de ángel (2000), Vivan los niños (2002) y en la teleserie Mujer, casos de la vida real en donde participó en aproximadamente 15 episodios. 
En 2008, retorna a las telenovelas con Mañana es para siempre, interpretando a Adolfina. En 2010 realizó una participación especial como villana en la telenovela Soy tu dueña. En 2012, actuó en dos episodios de la serie de televisión La rosa de Guadalupe. En 2013, se integra al elenco de La tempestad, donde interpretó a Rosario Alcántara, siendo éste nuevamente un rol de villana. Un año después realizó una participación especial en Hasta el fin del mundo, donde, por tercera ocasión, dio vida a una villana. 

## Filmografía

### Telenovelas
- Hasta el fin del mundo (2014) … Criminal
- La tempestad (2013) … Rosario Alcántara
- Soy tu dueña (2010) … Fidelina, la prisionera
- Mañana es para siempre (2008–2009) … Adolfina Guerrero
- Al diablo con los guapos (2007–2008) … Yolanda Bajos
- Vivan los niños (2002) … Anastasia Luna
- Carita de ángel (2000) … Águeda
- La jaula de oro (1997) … Rosa
- Caminos cruzados (1995) … Sandra
- Carrusel de las Américas (1992) … Susana
- Carrusel (1989–1990) … Susana
- Principessa (1984–1986) … Anita
- Bianca Vidal (1982–1983) … Guadalupe "Lupita"

### Series de Televisión
- La rosa de Guadalupe (2012) (2 episodios)
- Mujer, casos de la vida real (2001–2006) (15 episodios)

### Películas
- ColOzio (2020)[1][2]
- Otaola o la república del exilio (2001)
- Marea suave (1992)
- Toña, nacida virgen (1982)
- El giro, el pinto y el Colorado (1980)

### Fotonovelas
- Ojos tristes (1979) (revista «Ternura»)
- El sol de mi vida (1981) (revista «Cita… de lujo»)
- Un desconocido (1981) (revista «Chicas»)
- Estos muchachos de hoy (1981) (revista «Chicas»)
- Mujerzuela (1981)